# Yanesha' jezik
Yanesha' jezik (amage, amagues, amaje, amajo, amoishe, amueixa, amuese, amuesha, amuetamo, lorenzo, omage; ISO 639-3: ame), jezik porodice aravačkih jezika kojim govore Amuesha Indijanci na gornjim tokovima rijeka Pachitea i Perené u Peruu.
Blizu 10 000 govornika (2000 W. Adelaar). Pretnodno klasificiran u samostalnu porodicu Lorenzan.

## Glasovi
26: p pJ t k tsh t.sh tSh tSJh B s z. S x gF m mJ n nj lJ "r[ ? e a o j w

## Vanjske poveznice
- Ethnologue (14th)
- Ethnologue (15th)